# Corps Holsatia Kiel
Das Corps Holsatia Kiel ist das älteste pflichtschlagende und farbentragende Corps an der Christian-Albrechts-Universität zu Kiel.

## Couleur und Wahlspruch
Holsatia hat die Farben hellrot-weiß-hellrot mit silberner Perkussion. Dazu wird eine hellrote Studentenmütze getragen. Das Fuchsband ist hellrot-weiß.
Der Wahlspruch lautet Gloria in amore patriae! Der Wappenspruch ist Amico pectus, hosti cuspidem!

## Geschichte

### Gründungsphase
Ende des Sommersemesters 1813 konstituierte sich die erste Kieler Burschenschaft. Als eine Kieler Besonderheit umfasste sie damals nahezu die gesamte Studentenschaft, wurde in dieser Form aber Ostern 1823 aufgehoben. Am 31. August 1823 wurde das Corps Holsatia gegründet. Wegen der Rückdatierung der Saxonia auf das Jahr 1838 nahm sie 1895 den 1. August 1818 als Stiftungstag an. Ein konkreter Beleg für dieses Datum ist allerdings nicht nachweisbar.
1829 wurde aus Holsatia heraus ein zweites Corps Slesvicia mit den Farben blau-weiß-rot gegründet, das gemeinsam mit Holsatia den ersten Kieler Senioren-Convent bildete. 1833 wurden beide zur Slesvico-Holsatia vereinigt, die später suspendierte und am 23. Januar 1838 neu gestiftet wurde.
Seit 1859 ist das Corps Mitglied des Kösener Senioren-Convents-Verbands (KSCV). Der SC zu Kiel trat dem KSCV erst 1865 bei.

### Holsatia im Schleswig-Holsteinischen Krieg

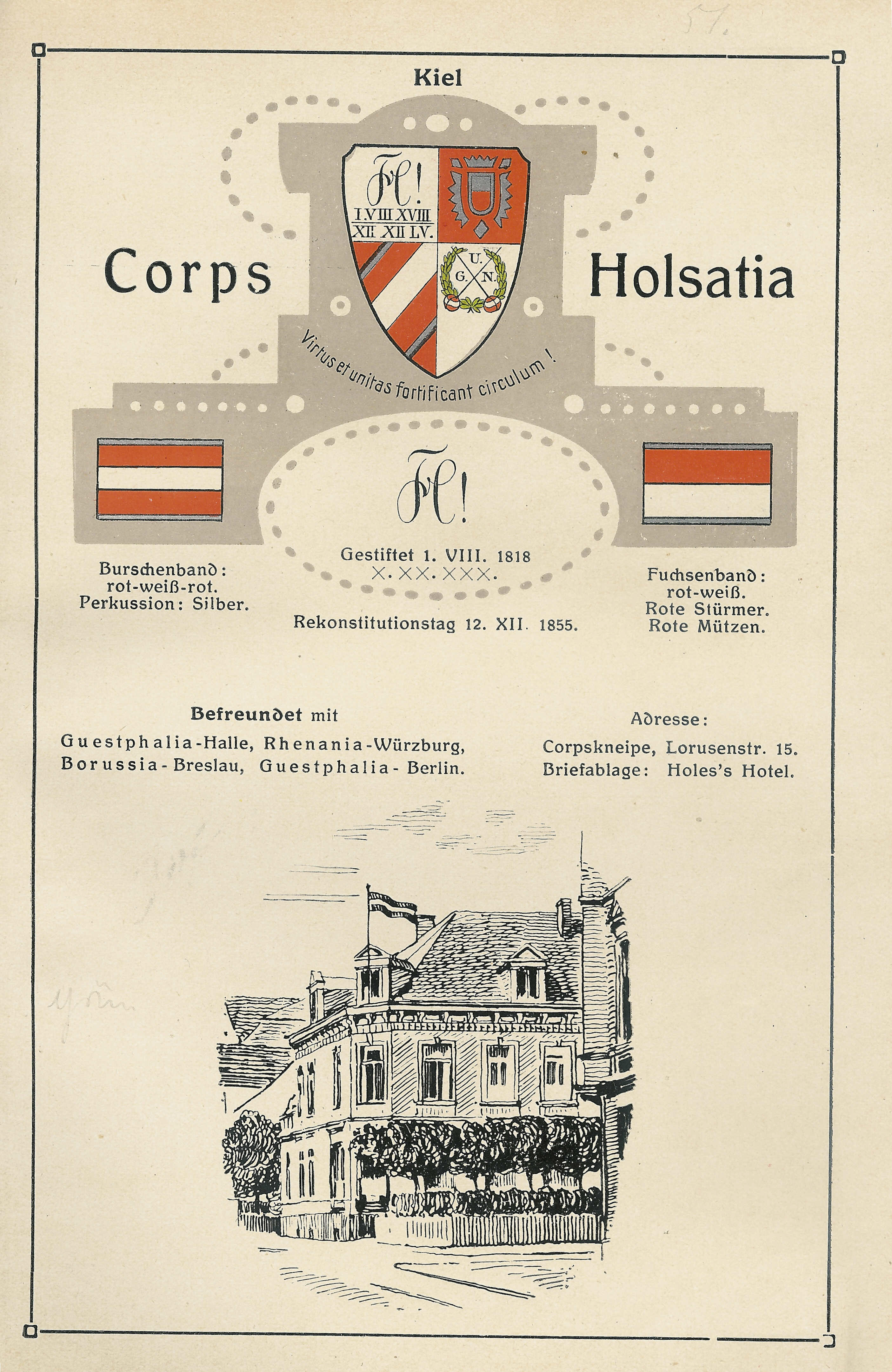
Holsatias altes Wappen und Corpshaus (1912)

Das Corps ist durch seine Beteiligung am Schleswig-Holsteinischen Krieg (1848–1851) und durch Mitglieder aus schleswig-holsteinischem Adel ebenso wie die anderen alten Studentenverbindungen Kiels eng mit der Landesgeschichte Schleswig-Holsteins verknüpft.
Nach dem Ausbruch der März-Revolution in Deutschland marschierten 1848 preußische Truppen unter Feldmarschall Friedrich Graf von Wrangel in Dänemark ein. Unterstützung fanden die Preußen durch Freiwilligenverbände, zu denen auch das Kieler Studentenkorps gehörte. Unter der Führung des Kieler Holsaten Harald Kjer und unter der Fahne des Corps Holsatia zogen Kieler Studenten auf preußischer Seite in den Krieg und erlitten am 9. April 1848 in der Schlacht von Bau, nordwestlich von Flensburg, eine verheerende Niederlage durch die Dänen. Zur selben Zeit bemühte sich Friedrich Graf von Reventlou, ebenfalls Angehöriger des Corps Holsatia, als Mitglied der Provisorischen Regierung Schleswig-Holsteins um eine politische Lösung des Konfliktes, und Friedrich Adamson von Moltke vertrat eine pro-dänische Haltung. Georg Schow und Victor Andreas Suadicani wurden als Kommunalbeamte in Apenrade abgesetzt und gingen ins Exil in Hannover.

### Holsatia-Borussia
In der Nachkriegszeit regte Holsatia eine Vertiefung der Kartellbeziehungen zum suspendierten und vertriebenen Corps Borussia Breslau an. So wurde Alten Herren ermöglicht, der Altherrenschaft des anderen Corps als außerordentliche Mitglieder beizutreten. Ein gemeinsamer Fünferausschuss empfahl, die Mitglieder der 1947 gegründeten Studenten-Segel-Gemeinschaft Holsatia aufzunehmen. Das Holsteinerband erhielt Borussias Schwarz als Perkussion. In das H von Holsatias Zirkel wurde oben rechts Borussias B eingefügt. Die sieben SSG-Mitglieder wurden auf Holsatias Weihnachtskneipe 1948 in das Corps Holsatia-Borussia aufgenommen. In der Öffentlichkeit trug man schwarze Seglermützen mit rot-weiß-roten Streifen. Einvernehmlich beschlossen die Altherrenschaften beider Corps im Mai 1950 in Hannover die Trennung und einen neuen Kartellvertrag. Holsatia führte die alten Farben im Juli 1950 wieder ein; Borussia verlieh das Preußenband den zehn Inaktiven, die die schwarze Perkussion getragen hatten; Holsatia verpflichtete sich, Borussia bei einer Rekonstitution zu unterstützen. Den Kartellvertrag unterschrieben Bernhard Sprengel für Holsatia und Kurt Härtel für Borussia.
Holsatia half bei der Nachkriegsrekonstitution nicht nur Borussia Breslau, sondern auch Franconia Jena, Guestphalia Halle und Curonia Goettingensis. Rhenania Würzburg, Vandalo-Guestphalia und Hasso-Borussia stellte sie Corpsburschen.

### 200-Jahr-Feier
Vom 13. bis 16. Juni 2013 feierte Holsatia das 200. Stiftungsfest. Beim Kommers im Kieler Yacht-Club waren fast alle Kösener Corps vertreten. Zugegen waren auch viele Tübinger Schwaben. Beim Festakt hielten Gerhard Fouquet als Präsident der Christian-Albrechts-Universität und Peter Harry Carstensen als ehemaliger Ministerpräsident des Landes Schleswig-Holstein die Festreden.

### Sonstiges

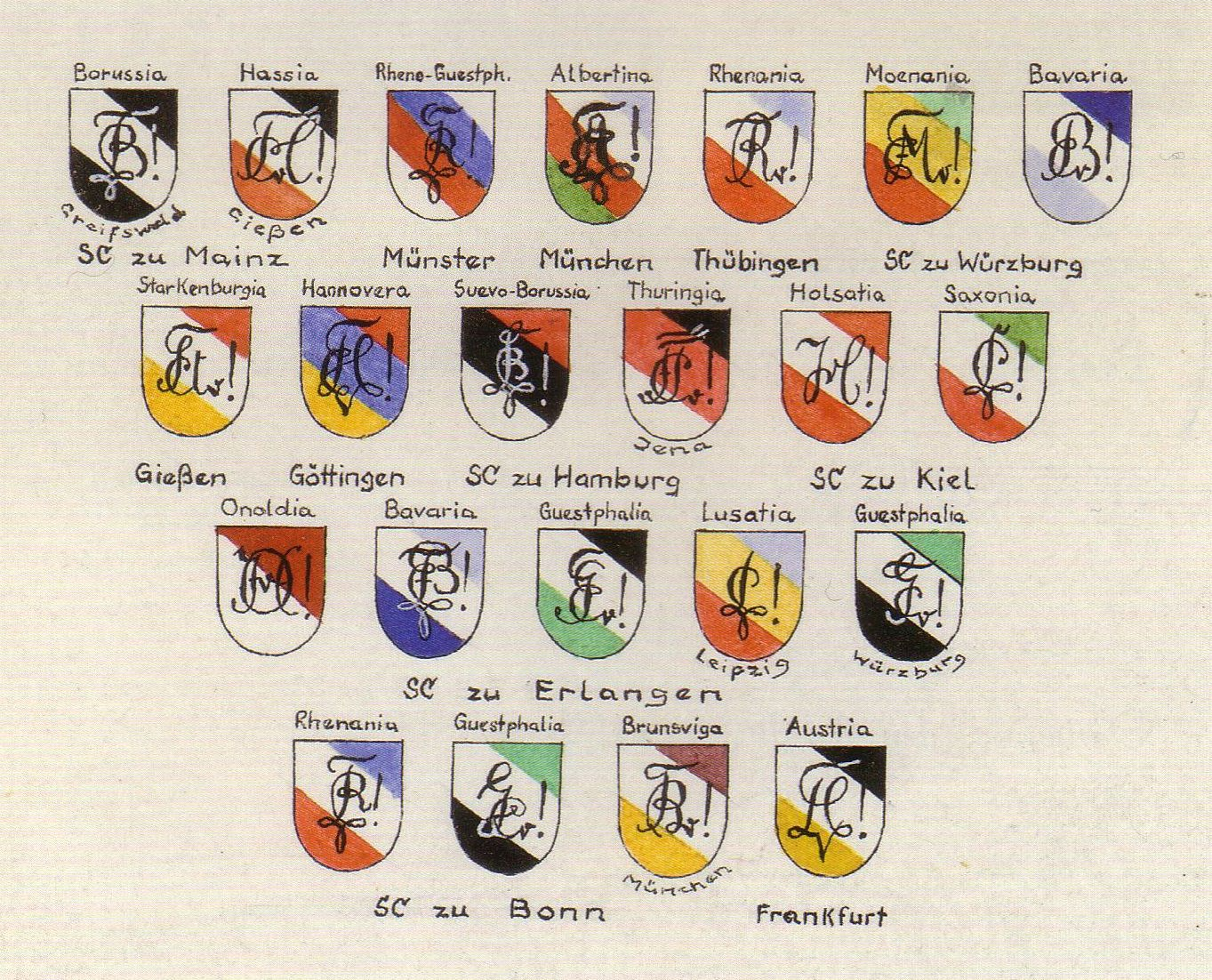
Interessengemeinschaft zur Wiederbegründung des KSCV

Der Holsteiner H. Rönne leitete 1911 den außerordentlichen Kösener Congress in Halle (Saale), bei dem es um die Neufassung der Kösener Statuten ging. Nach der Selbstauflösung des KSCV stellte das Corps 1936 den aktiven Betrieb ein. Im Januar 1950 gehörte Holsatia zu den 22 Corps, die sich in der Interessengemeinschaft zusammenschlossen und die Rekonstitution des KSCV vorbereiteten. Holsatia war 2000 präsidierendes Vorortcorps im KSCV und stellte mit Reinhard Hein Rhenaniae Tübingen den Vorsitzenden des oKC.

## Auswärtige Beziehungen
Holsatia gehört zum Grünen Kreis innerhalb des Kösener Senioren-Convents-Verband und steht im Kartell mit Borussia Breslau zu Köln und Aachen und ist befreundet mit Guestphalia Halle, Franconia Jena, Franconia München, Rhenania Würzburg und Guestphalia Berlin.

## Corpshaus
Noch nach der Jahrhundertwende hatte Holsatia ihr Domizil im Prinzen Heinrich. Im Herbst 1910 erwarb der Verein alter Kieler Holsaten das Grundstück Feldstraße 42 (Ecke Lornsenstraße), wo das im Sommersemester 1911 bezogene erste Corpshaus errichtet wurde. Es enthielt eine Wohnung für den Corpsdiener und eine Küche im Kellergeschoss, Kneipsaal und Esszimmer („Schifferstube“) im Erdgeschoss und vier Wohnräume, später auch eine Bibliothek im Obergeschoss. Am 6. Juli 1944 wurde das Haus bei den Luftangriffen auf Kiel bis auf die Außenmauern zerstört. Das Grundstück wurde nach dem Krieg veräußert. In Kiel-Düsternbrook entstand das heutige Corpshaus am Niemannsweg.

## Segelsport
Das Corps Holsatia hat eine alte und starke Segeltradition. Das dem Corps gehörende Starboot No. 841 Königsau nahm 1931 im Rahmen der Kieler Woche an der ersten Deutschen Meisterschaft der Starboote teil und errang einen 5. Platz. Auch in den nächsten Jahren trat man an. Man wurde 7 von 7 (1933) und 6 von 8 (1934). Danach verliert sich die Spur des Bootes. Es ist heute in den Unterlagen der ISCYRA nicht verzeichnet.

## Holsteiner
In alphabetischer Reihenfolge
- August von Ahlefeld (1811–1891), Rittergutsbesitzer und Landrat im Herzogtum Schleswig, Verpflegungskommissar der deutschen Reichsarmee während der Schleswig-Holsteinischen Erhebung
- Konrad Bargum (1802–1866), Mitglied der Holsteinischen Ständeversammlung, Präsident der vereinigten Ständeversammlung in Rendsburg, Präsident der konstituierenden Schleswig-Holsteinischen Landesversammlung, Bürgermeister von Kiel
- Eduard von Baudissin (1823–1883), MdR
- Gerd Beug (1882–1961), Ingenieur und Industrieller
- Paul Boysen (1803–1886), Oberbürgermeister von Hildesheim
- Ahasver von Brandt (1909–1977), Historiker
- Gustav Brandt (1865–1919), Direktor des Thaulow-Museums in Kiel
- Joachim Brinkmann (1934–2022), Mitglied der Hamburgischen Bürgerschaft
- Konrad von Brockdorff-Ahlefeldt (1823–1909), MdHH
- Friedrich Brütt (1844–1921), Landrat des Kreises Rendsburg
- Christian August Thomas Bruhn (1808–1875), Amtmann in Hadersleben, Direktor des Lübecker Feuerversicherungsvereins
- Carl Gottlieb Bünz (1843–1918), Diplomat
- Walter Buresch (1860–1928), Landrat
- Ernst Siegfried Buresch (1900–1969), Präsident des Schleswig-Holsteinischen Landessozialgerichts, Ehrenmitglied des Corps
- Johann Detloff von Cossel (1805–1891), Amtmann
- Heinrich Dähnhardt (1836–1902), Senatspräsident am Reichsgericht
- Peter Feddersen (1800–1869), Bürgermeister von Roskilde
- Franz Heinrich Frahm (1803–1878), Obergerichtsanwalt, Mitglied des Oldenburgischen Landtags
- Karl Philipp Francke (1805–1870), Präsident der schleswigschen Regierung, Mitglied der Frankfurter Nationalversammlung
- Christian Gänge (1832–1909), Chemiker, Hochschullehrer in Jena
- Horst Gärtner (1911–2001), Hygieniker und Mikrobiologe
- Jürgen Gramke (* 1939), Wirtschaftsminister von Sachsen-Anhalt
- Horst Hagen (1926–2011), Internist, Publizist über die afrikanische Tierwelt
- Jacob Hansen (1799–1880), Propst, Mitglied der Schleswig-Holsteinischen Ständeversammlung
- Peter Hansen (1831–1878), Bürgermeister von Hadersleben, Kreisrichter, MdHdA
- Richard Hanssen (1864–1945), Augenarzt
- Johann Höpfner (1812–1852), königlich dänischer Staatsrat, Departementschef im schleswigschen Ministerium zu Kopenhagen
- Christian Ludwig Ludolph Carl Hornbostel (1796–1855), Landschaftssekretär in Ratzeburg, Mitglied der Lauenburgischen Landesversammlung
- Olaus Kellermann (1805–1837), Epigraphiker
- Otto Kjer (1829–1899), Amtmann des Amtes Hadersleben, Landrat der Kreise Hadersleben und Norderdithmarschen
- Kurt Kleinrath (1899–1968), Generalleutnant der Luftwaffe
- Gerlach von dem Knesebeck (1808–1859), Berghauptmann im Harz
- Wilhelm König (1905–1984), Bundesrichter
- Joachim-Friedrich Langlet (1906–1979), Hochschullehrer für Tierzucht und Tierhaltung
- August Ferdinand von Leesen (1804–1876), Jurist, Abgeordneter der Schleswigschen Ständeversammlung und der Schleswig-Holsteinischen Landesversammlung, Gutsbesitzer und Sammler
- Helmut Lemke (1907–1990), Ministerpräsident von Schleswig-Holstein
- Volker Lemke (* 1942), Jurist und Politiker
- Gustav Carl Liebig (1930–2007), Konteradmiral
- Otto von Linstow (1842–1916), preußischer Sanitätsoffizier, Zoologe
- Jochen Löhr (1951–2009), Orthopäde
- Erik von Loewis (1904–1986), Schauspieler und Regisseur
- Harry Ludewig (1874–1950), 1928 Staatsminister von Mecklenburg-Strelitz
- Gustav Malmros (1812–1875), Kronsyndikus, MdHH
- Detlev Martens (1847–1905), Arzt, MdHdA
- Aimé von Mesmer-Saldern (1815–1889), schleswig-holsteinischer Gutsbesitzer, dänischer Hofbeamter und Deputierter der Holsteinischen Ständeversammlung
- Friedrich Adamson von Moltke (1816–1885), deutsch-dänischer Verwaltungsjurist und Regierungspräsident
- Karl von Moltke (1798–1866), Politiker
- Friedrich Mommsen (1818–1892), Rechtswissenschaftler, Präsident des Landeskonsistoriums in Kiel
- Leopold von Münchow (1884–1945), Kavallerie- und Heeresoffizier, Gründer und Reichsführer des Jungsturms, Ehrenmitglied des Corps
- Hermann Ottens (1825–1895), Landwirt, Mitglied der Holsteinischen Ständeversammlung, MdHdA
- Wilhelm Petersen (1835–1900), Regierungsrat und Literaturkritiker
- Wilhelm Pfitzner (1853–1903), Professor für Anatomie
- Hugo von Plessen (1818–1904), Amtmann der Ämter Gottorf und Hütten, erster Landrat des Kreises Schleswig
- Wolfgang Poel (1841–1926), Richter
- Friedrich Christian Prehn (1810–1875), Syndikus der Stadt Altona, Abgeordneter zur Schleswig-Holsteinischen Landesversammlung, Mitglied der Obersten Zivilbehörde von Schleswig-Holstein, Oberappellationsgerichtsrat
- Prinz Heinrich von Preußen (1862–1929), Großadmiral
- Prinz Waldemar von Preußen (1889–1945), Offizier und Großgrundbesitzer
- Martin Rackwitz (* 1970), Historiker
- Otto von Rantzau (1809–1864), Herr auf Aschau, Klosterpropst zu Uetersen, preußischer Gesandter in Dresden
- Graf Friedrich von Reventlou (1797–1874), Mitglied der provisorischen Regierung von 1848 in Holstein, Statthalter der Herzogtümer Schleswig und Holstein
- Christian Andreas Julius Reventlow (1807–1845), Landrat und Amtmann, königlich dänischer Kommissar beim Bau der ersten Schleswig-Holsteinischen Eisenbahnlinie von Altona nach Kiel
- Ludwig zu Reventlow (1864–1906), Gutsbesitzer, MdR
- Klaus Ring (* 1934), Mikrobiologe, ehemaliger Präsident der Goethe-Universität Frankfurt am Main
- Jonas von Rosen (um 1835–1881), Landrat in Hadersleben
- Carl von Scheel-Plessen (1811–1892), Oberpräsident
- Wulff von Scheel-Plessen (1809–1876), holsteinischer Rittergutsbesitzer, dänischer Botschafter und Außenminister
- Ernst von Schimmelmann (1820–1885), Rittergutsbesitzer, MdHH
- Friedrich Ferdinand Prinz zu Schleswig-Holstein-Sonderburg-Glücksburg (1913–1989), Ritterkreuzträger
- Wilhelm Friedrich, Herzog zu Schleswig-Holstein-Sonderburg-Glücksburg (1891–1965), Chef des Hauses Schleswig-Holstein
- Georg Schow (1810–1889), Verwaltungsjurist, Bürgermeister in Apenrade, zuletzt Gerichtspräsident in Magdeburg
- August Schwerdtfeger (1816–1889), Rittergutsbesitzer, MdHH
- Anton Spetzler (1799–1852), Architekt; Stifter des Corps
- Bernhard Sprengel (1899–1985), Schokoladenfabrikant, Kunstsammler und Museumsstifter
- Christian Stocks (* 1947), deutscher Botschafter in El Salvador
- Rudolf Struck (1861–1935), Arzt und Heimatforscher
- Victor Andreas Suadicani (1809–1888), Verwaltungsjurist, Bürgermeister von Northeim
- Arnulf Thiede (* 1942), Chirurg, Emeritus in Würzburg
- Curt Thomalla (1890–1939), Drehbuchautor, Neurologe und Sozialmediziner
- Hans Uthemann (1866–1931), Vizeadmiral der Kaiserlichen Marine
- Friedrich Wilhelm Valentiner (1807–1889), evangelisch-lutherischer Geistlicher
- Wilhelm Heinrich Valentiner (1806–1856), Mediziner, Stadtphysicus von Kiel
- Carl Völckers (1836–1914), erster deutscher Professor für Ophthalmologie (Kiel)
- Werner Vollborn (1909–1972), Alttestamentler, Pastor in Kiel
- Ernst Wagner (1860–1917), Landrat in Schleusingen, MdHdA
- Arved von Wedderkop (1873–1954), Klosterpropst in Uetersen
- Ludwig von Wedderkop (1807–1882), Oberappellationsrat, Mitglied des Oldenburgischen Landtags
- Peter Friedrich von Willemoes-Suhm (1816–1891), dänischer, später preußischer Beamter
- Philipp Wittrock (1834–1918), Landgerichtsdirektor, MdHdA
- Ludwig Wyneken (1802–1887), Bürgermeister und Amtsgerichtsrat in Lütjenburg, MdHdA